# Kurszán
Kurszán (... – Franconia, 904) fu un capotribù ungaro che coadiuvò Árpád nel governo del popolo all'epoca della conquista magiara del bacino dei Carpazi (IX secolo d.C.).
Il suo nome di origine "turca", significa avvoltoio (collegato a tale nome è anche quello di Kartal, ovvero "aquila", usato anche come nome di tribù e toponimo, cfr. Kartal, centro a est di Budapest).
Fu impegnato in varie fortunate campagne militari.
Nell'892-893 lo troviamo alla guida di truppe ungare alleate con la Franconia carolingia contro la Moravia. Successivamente combatte contro Franchi, Bulgari e Bizantini per garantire la sicurezza del regno a sud ed est.
Nell'estate del 904, durante un'ambasceria in Franconia fu fatto uccidere insieme agli altri membri della delegazione ungara dal re franco Ludovico IV il Fanciullo.
Con la morte di Kurszán, Árpád divenne l'unico capo di tutti gli ungari.